# Lokasenna

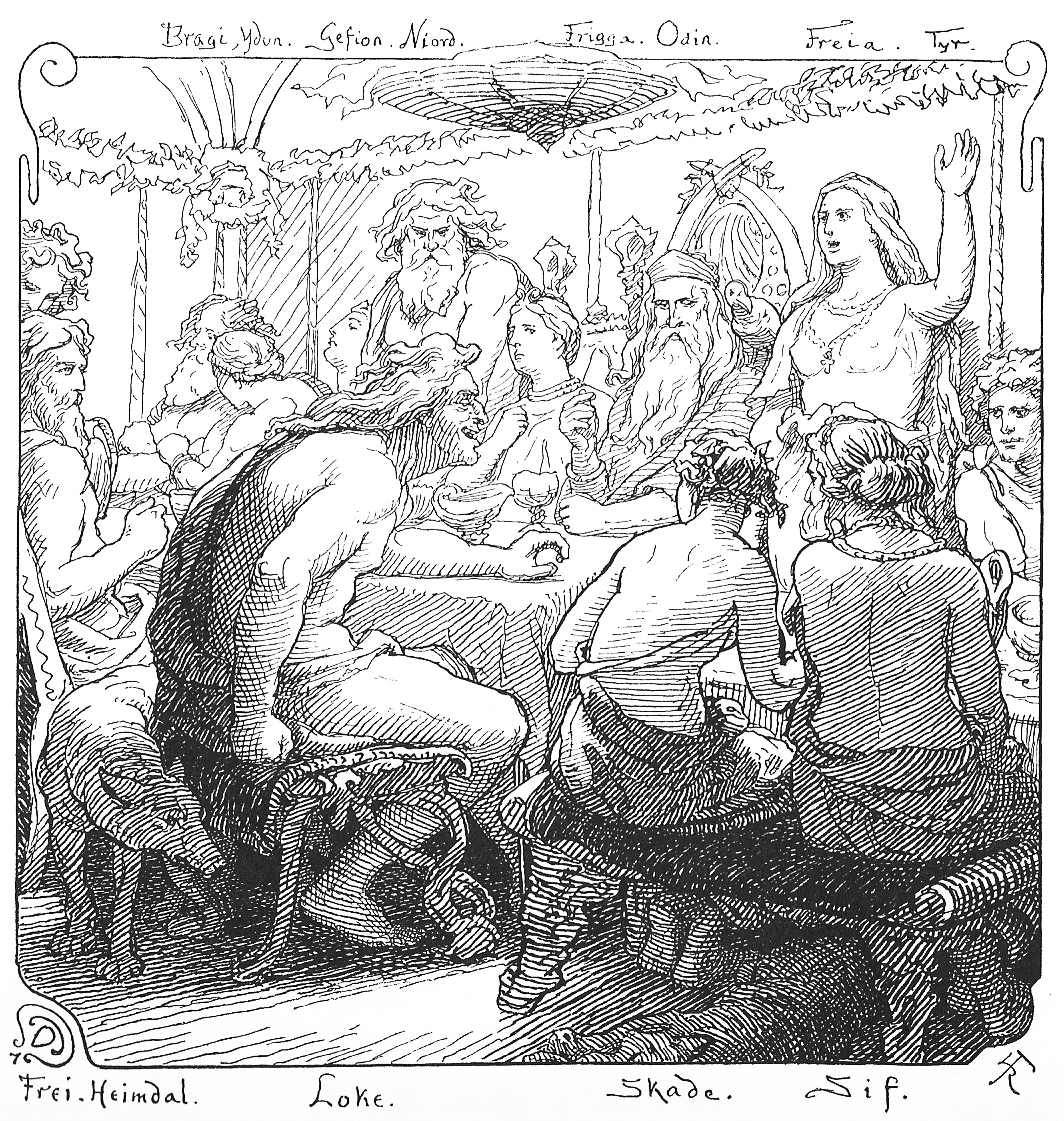
Loki riñendo con los dioses. Ilustración de Lorenz Frølich (1895).

Lokasenna (Los sarcasmos de Loki) es uno de los poemas mitológicos de la Edda poética. En este poema los dioses intercambian insultos con Loki.
El poema Lokasenna está relacionado con la muerte de Baldr, preparada por Loki, y su eventual castigo. En el poema, muchas de las facetas de la maldad, perspicacia y traición de Loki son expuestas, al igual que los defectos inevitables de los dioses con los que Loki está intercambiando insultos. Debe observarse que Loki, además de ser el dios timador, es también un experto orador, lleno de astucia y elocuencia.
Loki, entre otras cosas, acusa a los dioses de conducta sexual impropia por la práctica de seidr y sus prejuicios. No son ostensiblemente las más serias de las acusaciones, sin embargo debe notarse que es precisamente por estas deficiencias que en última instancia conducen al inicio del Ragnarök, en el poema Völuspá.
Lee M. Hollander, en su introducción a la traducción del poema, aclara que no deben necesariamente creerse que todas las acusaciones del "dios astuto" eran aceptadas por la tradición popular. No obstante el poema provee una buena cantidad de hechos fortuitos e información secundaria sobre los dioses, sus obras y sus defectos. El personaje de Loki particularmente en este poema se presenta malicioso y fastidioso.

## Sinopsis
El escenario es una fiesta dada por el dios del mar Ægir. En la introducción en prosa se relata: "Ægir, también llamado Gymir, había hecho cerveza para los Æsir, cuando recibió el gran caldero que le habían mencionado" (ver Hymiskviða). Asistieron a la fiesta Bragi y su esposa Iðunn, Njörðr y su esposa Skaði, Freyr, Freyja, y Vidar, el hijo de Odín. Tyr, que en ese momento ya era manco a consecuencia de haber sacrificado su mano cuando encadenaron al hijo de Loki, el lobo Fenrir, también concurrió. Thor no asistió y su esposa, Sif, fue en su lugar. Muchos otros Vanir, Æsir, y elfos asistieron.
Los sirvientes de Ægir, Fimafeng y Eldir, tuvieron el laborioso trabajo de dar la bienvenida a los invitados. Loki estaba celoso de los elogios que se le hacían a los demás invitados y mató a Fimafeng. Los dioses, enojados lo retiraron de la casa, antes de retornar a beber a la fiesta. Aun así Loki regresó y se encontró con Eldir.
Luego le amenazó y le reclamó que revelara de qué estaban hablando los dioses. La respuesta de Eldir fue que estaban discutiendo sus poderes y sus armas y de que Loki era considerado persona non grata.
Loki entonces entra en el salón de Ægir después de intercambiar insultos y amenazas con Eldir. Reclama por las reglas de hospitalidad, y pide un asiento y cerveza. Bragi le responde que no es bienvenido. Loki entonces exige el cumplimiento de un antiguo juramento hecho con Odín, de que ellos beberían juntos; tras lo cual Odín pide a su hijo Vidar que haga lugar para Loki.
Vidar sirve bebida a Loki. Antes de que Loki apure un trago, hace un brindis a los dioses pero intencionalmente se encarga de excluir a Bragi. Bragi ofrece un caballo, un anillo y una espada para aplacarlo; Loki sin embargo solo quiere pelear con él e insulta a Bragi cuestionando su coraje. Bragi responde que es contrario a las reglas de una conducta correcta luchar en la casa de sus anfitriones, pero que cuando regresen al Asgard las cosas serían muy diferentes. Loki ataca a Bragi de nuevo:
En tu asiento eres valiente, pero no en tus actos,
Bragi, famoso adornador de bancos!
Ven fuera y lucha conmigo si estas enojado,
Ningún héroe podría resistir la oferta
Iðunn, la esposa de Bragi, lo retiene. Entonces Loki insulta a Iðunn, llamándola prostituta. Gefjon es la siguiente en hablar y luego Loki la molesta. Odín luego intenta tomar el control de la situación, así como lo hacen en turno, Freyja, Njörðr, Tyr, Freyr y Byggvir. Los intercambios entre Odín y Loki son particularmente ácidos.
Finalmente Thor aparece en la fiesta, y no desea ser apaciguado, ni contenido. Alternando con los insultos de Loki hacia él, le dice en cuatro ocasiones que usará su martillo para arrancarle la cabeza si prosigue insultándolo. Loki le replica que solo por Thor abandonará la fiesta, porque son sus amenazas las únicas que teme. Luego se retira.
Finalmente hay un trozo corto en prosa que relata la historia de cuando Loki fue atado por los dioses. Luego de ser perseguido por los dioses y más tarde capturado tras su fracasada tentativa de engañarlos tomando la apariencia de un salmón. Su hijo Nari es muerto por su hermano, Narvi que fue convertido en un lobo. Las entrañas de Nari fueron usadas para atar a Loki a tres rocas sobre las cuales Skaði colocó una serpiente que goteaba su veneno sobre él. La esposa de Loki, Sigyn permanece a su lado con una fuente para evitar que el veneno caiga sobre el rostro de Loki, sin embargo cuando retira la fuente para vaciarla, el veneno cae sobre él, haciéndolo retorcer de dolor; y se decía que este movimiento era lo que provocaba los terremotos. Mientras que otras fuentes citan a los hijos de Loki como Váli y Narfi, algunos editores han entendido que los nombres Nari y Narvi son un error en los manuscritos, y lo transcriben a Nari como Váli. Nari y Narfi a veces, son considerados variantes de un mismo nombre.
El Lokasenna no indica directamente que la razón por la que ataran a Loki fuera por el asesinato de Balder. Esto se menciona únicamente de forma explícita en la Edda prosaica de Snorri.
Algunos investigadores ven en las irrelevantes descripciones de los dioses en el Lokasenna un indicio de que el poema fue compuesto luego del advenimiento del cristianismo. La mayoría de los investigadores en la actualidad rechazan este razonamiento ya que una descripción irrelevante de los dioses y con debilidades humanas es bastante frecuente en otras mitologías no cristianas. El Lokasenna pretende simplemente ser una obra divertida, pero esto no significa que quien la creara no creyera en verdad en los dioses que describía.